# Lapageria rosea
Lapageria rosea är en enhjärtbladig växtart som beskrevs av Hipólito Ruiz López och Pav.. Lapageria rosea ingår i släktet Lapageria och familjen Philesiaceae. Inga underarter finns listade.

## Bildgalleri

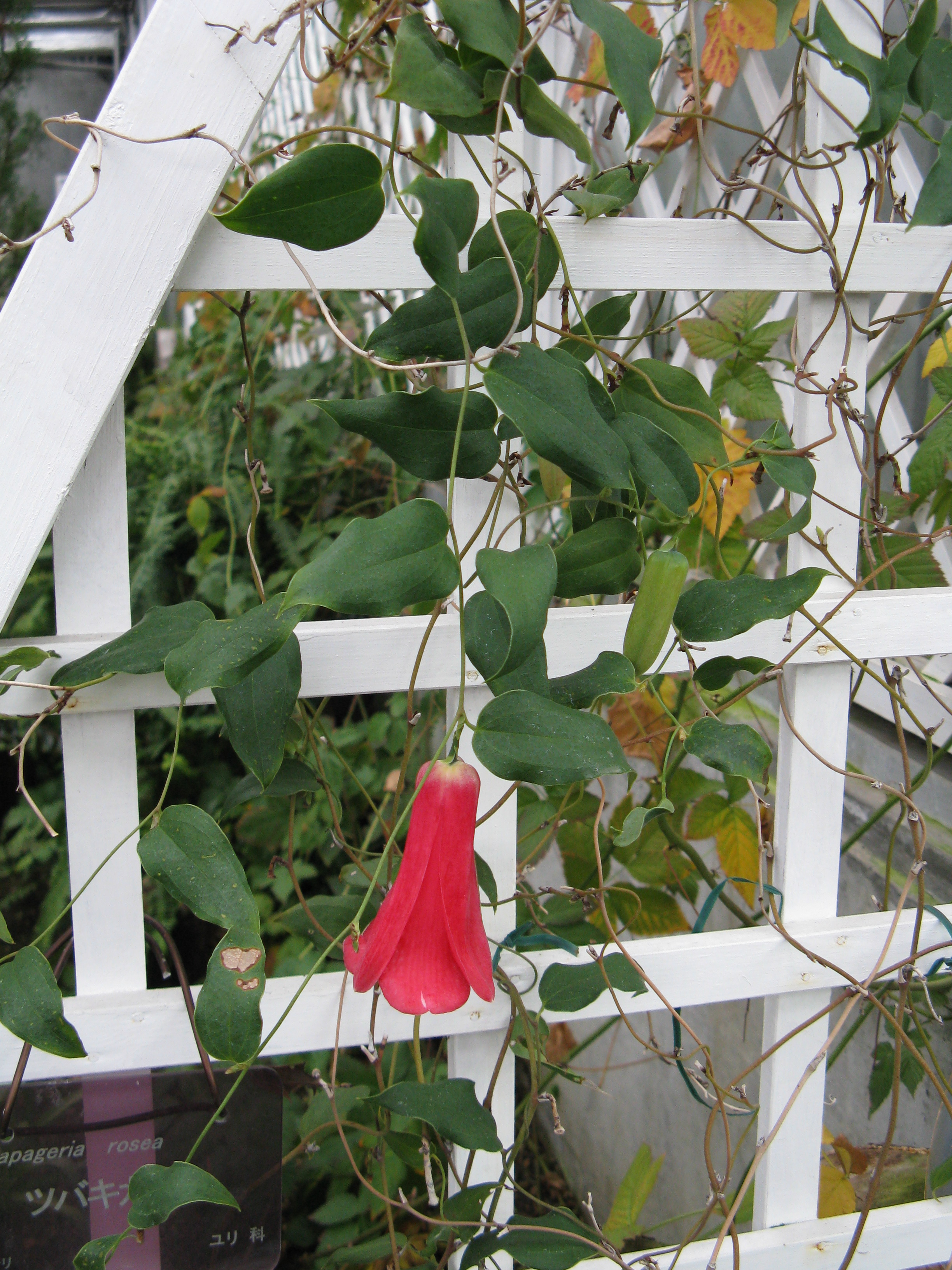